# Paptelke
Paptelke település Romániában, Szilágy megyében.

## Fekvése
Csákigorbó és Kiskalocsa közt fekvő település.

## Története
Paptelke nevét 1230-ban említették először az oklevelek Popteleke néven.
1306-ban Poptheluky, 1312-ben Poptelke, 1555-ben Paphaza, másként Paptelke néven írták.
A település első birtokosai a Szil (Zyl) várjobbágy nemzetség tagjai voltak.
1312-ben a Szil nemzetségből származó Gotthárd fia Péter, Nemes János és fia birtoka volt, akik a birtok harmadrészét kénytelenek voltak átengedni Kalocsai Olivérnek és fiának Kalacsnak (Kalach) és testvére István fiának Lőkösnek (Leukus).
1351-benaz Agmánd nemzetségbeli Diósmacskási és Kállyáni Márton és Bertalan voltak itt birtokosok, akik Pogány István mesternek adták el.
1370-ben Kalacs utódnélküli halála után Lajos király Kalacs Erzsébet nevű leányát fiusította, s iktatta be Paptelke birtokába.
1399-ben a Drágffyak ősének, Drág ispánnak birtoka volt.
1325-ben Somi Gáspár, majd 1535-ben Bebek Imre birtoka, aki annak negyedrészét Balassa Imrének s nejének Somi Annának adta el, majd 1554-ben Somi Anna azt II. férjére Patócsy Boldizsárra hagyta.
1585-ben Balassa Zsófiát, Csáky László özvegyét írták Paptelke birtokosának.
1590-ben Balassa Zsófia I. férjétől Bornemisza Benedektől, valamint II. férjétől Kendy Gábortól való gyermekei itteni birtokrészeiken megosztoztak.
1592-ben Wesselényi Gáspár birtoka volt.
1595-ben Báthory Zsigmond a hűtlenné vált néhai Kendy Gábor itteni birtokrészét Bocskai Istvánnak adományozta.
1627-ben Bethlen Gábor fejedelem Haller Györgyöt, Zsigmondot és Bánffy Lászlót megerősítette itteni birtokrészeiben.
1654-ben Sárközi György (ki Oláh Boldizsár birtokrészét bírta Oláh Boldizsár leánya Anna Sárközy Dávidné után) és Csáky István birtoka volt.
1694-ben Paptelke Désfalvi Farkas, Székely Márton és a Kornis család birtoka volt.
1707-ben Haller Györgynek itt 5 telkéről írtak az oklevelek.
1727-ben gróf Bethlen János és neje Alvinczi Erzsébet gyermekei osztoztak meg itteni birtokrészeiken.
1796-ban Salánki Józsefné Csikós Kata birtoka, 1820-ban pedig gróf Eszterházy János, Salánki József, Torma Miklós, Székeély Elek és Fodor Sámuel birtoka volt.
1837-ben a gróf Eszterházy, Traun grófné, báró Jósika, Székely, özvegy Baloghné, Tormáné voltak a település birtokosai, 1898-ban pedig a Lőrincz család birtoka volt.
1857-ben 582 lakosa volt, ebből 571 görögkatolikus, 11 zsidó volt. A házak száma ekkor 105 volt.
1891-ben 690 lakosából 4 római katolikus, 660 görögkatolikus, 15 görögkeleti ortodox, 1 református, 10 izraelita volt.
Az 1910-es népszámláláskor 751 lakosa volt, ebből 20 magyar, 730 román, melyből 9 római katolikus, 718 görögkatolikus, 10 görögkeleti ortodox, 10 izraelita volt.
A trianoni békeszerződés előtt Szolnok-Doboka vármegye Csákigorbói járásához tartozott.

## Nevezetességek
- Görögkatolikus fatemploma 1786-ban épült.